# Сверхвозрастающая последовательность
Сверхвозрастающей называется последовательность, каждый член которой больше суммы всех предыдущих членов. Более формально, последовательность положительных целых чисел {\displaystyle s_{1},s_{2},\dots } — сверхвозрастающая, если выполнено условие:
{\displaystyle \forall n>1\ :\ s_{n}>\sum _{j=1}^{n-1}s_{j}}
Данный класс последовательностей широко используется в ранцевой криптосистеме Меркля-Хеллмана.
Например, {\displaystyle \{1,3,6,13,27,52\}} является сверхвозрастающей, а {\displaystyle \{1,3,4,9,15,25\}} — нет.

## Способы построения сверхвозрастающей последовательности
Пусть перед нами стоит задача построить сверхвозрастающую последовательность {\displaystyle \{s_{n}\}_{1}^{N}} для некоторого количества объектов {\displaystyle N}. Элемент {\displaystyle s_{1}} выбирается случайным образом из равномерного распределения натуральных чисел по такому отрезку: {\displaystyle [1,2^{N}]}. Следующий элемент {\displaystyle s_{2}} выбирается равномерно из отрезка {\displaystyle [1\cdot 2^{N}+1,2\cdot 2^{N}]}, идущий за ним член последовательности выбирается из отрезка {\displaystyle [3\cdot 2^{N}+1,4\cdot 2^{N}]}, элемент {\displaystyle s_{n}} случайным образом выбирается из отрезка {\displaystyle [(2^{n-1}-1)\cdot 2^{N}+1,2^{n-1}\cdot 2^{N}]}. Очевидно, что при подобных распределениях членов последовательности условие сверхвозрастаемости будет выполняться, так как нижняя граница каждого отрезка в точности равна увеличенной на единицу сумме всех правых границ предыдущих отрезков. Для примера построим таким способом несколько сверхвозрастающих последовательностей при {\displaystyle N=5}:
| n | Отрезок                   | Пример 1 | Пример 2 | Пример 3 |
| - | ------------------------- | -------- | -------- | -------- |
| 1 | {\displaystyle [1,32]}    | 5        | 10       | 32       |
| 2 | {\displaystyle [33,64]}   | 56       | 49       | 64       |
| 3 | {\displaystyle [97,128]}  | 98       | 113      | 97       |
| 4 | {\displaystyle [225,256]} | 225      | 225      | 225      |
| 5 | {\displaystyle [481,512]} | 481      | 510      | 493      |

### Построение со случайно выбранным шагом
Если {\displaystyle h,s_{1}\geq 1} — случайно выбранные числа, то остальные элементы сверхвозрастающей последовательности можно найти из неравенства:
{\displaystyle s_{n}>h+\sum _{j=1}^{n-1}s_{j}}
Пусть {\displaystyle h=10}, {\displaystyle s_{1}=9}. Тогда, для примера, последовательность {\displaystyle \{9,20,52,100,192\}} удовлетворяет условию и является сверхвозрастающей.

### Построение на основе последовательности Фибоначчи
Каждый элемент последовательности Фибоначчи удовлетворяет соотношению: {\displaystyle u_{n+1}=u_{n}+u_{n-1}}, нулевой и первый члены которого: {\displaystyle u_{0}=0,u_{1}=1}. Из этого видно, что первые члены последовательности Фибоначчи: {\displaystyle \{0,1,1,2,3,5,8,13,21,34,55,89,...\}}. Иногда можно столкнуться с обобщенной последовательностью Фибоначчи. Это последовательность, члены которой выполняют условие уравнения: {\displaystyle u_{n+1}=a\cdot u_{n}+b\cdot u_{n-1}}. То есть обобщённая последовательность получается из классической путем изменения первых двух членов последовательности Фибоначчи и сохраняет принцип образования следующих членов. Для построения сверхвозрастающей последовательности используется форма именно обобщённой последовательности Фибоначчи. Для того, чтобы вычислить любой член сверхвозрастающей последовательности {\displaystyle \{s_{n}\}_{1}^{N}}, необходимо выбрать четыре элемента: два начальных ({\displaystyle s_{1}} и {\displaystyle s_{2}}) и два положительных множителя ({\displaystyle a} и {\displaystyle b}).
Получаем следующие случаи:
1. Последовательность удовлетворяет условию сверхвозрастаемости при {\displaystyle s_{1}<s_{2},a\leq b}.
2. Последовательность не является сверхвозрастающей при {\displaystyle a>b}.
3. При {\displaystyle s_{1}>s_{2},a\leq b} последовательность начинает удовлетворять условию сверхвозрастаемости после нескольких итераций.
4. При {\displaystyle s_{1}<s_{2},T={a \over b}<0.669} последовательность остаётся сверхвозрастающей.

Для примера возьмём {\displaystyle s_{1}=2,s_{2}=3,a=5,b=7}. Первые элементы полученной сверхвозрастающей последовательности: {\displaystyle \{2,3,5\cdot 3+7\cdot 2,5\cdot 29+7\cdot 3,5\cdot 166+7\cdot 29\}=\{2,3,29,166\}}.

### Построение по имеющейся сверхвозрастающей последовательности
Условию сверхроста удовлетворяет ряд степеней числа {\displaystyle 2} . Зная сверхвозрастающую последовательность {\displaystyle \{s_{n}\}_{1}^{N}}, можно построить новую {\displaystyle \{s_{n}^{'}\}_{1}^{N}} с помощью набора {\displaystyle \{1,2,2^{2},...,2^{N-1}\}}. Для реализации необходимо применить к {\displaystyle \{s_{n}\}_{1}^{N}} набор следующих операций:
{\displaystyle n=1:\{s_{1}+1,s_{2}+1,s_{3}+2,...,s_{N-1}+2^{N-3},s_{N}+2^{N-2}}\}
{\displaystyle \ldots }
{\displaystyle n=k:\{s_{1},s_{2},s_{3},...,s_{k}+1,s_{k+1}+1,...,s_{N-1}+2^{N-k-2},s_{N}+2^{N-k-1}}\}
{\displaystyle ...}
{\displaystyle n=N-1:\{s_{1},s_{2},s_{3},...,s_{N-1}+1,s_{N}+1}\}
{\displaystyle n=N:\{s_{1},s_{2},s_{3},...,s_{N-1},s_{N}+1}\}
Подробный пример для выбранной сверхвозрастающей последовательности {\displaystyle \{3,6,13,27,52,105\}}:
|                     | {\displaystyle s_{1}} | {\displaystyle s_{2}} | {\displaystyle s_{3}}   | {\displaystyle s_{4}}       | {\displaystyle s_{5}}       | {\displaystyle s_{6}}         |
| ------------------- | --------------------- | --------------------- | ----------------------- | --------------------------- | --------------------------- | ----------------------------- |
|                     | {\displaystyle 3}     | {\displaystyle 6}     | {\displaystyle 13}      | {\displaystyle 27}          | {\displaystyle 52}          | {\displaystyle 105}           |
| {\displaystyle n=1} | {\displaystyle 3+1=4} | {\displaystyle 6+1=7} | {\displaystyle 13+2=15} | {\displaystyle 27+2^{2}=31} | {\displaystyle 52+2^{3}=60} | {\displaystyle 105+2^{4}=121} |
| {\displaystyle n=2} | {\displaystyle 4}     | {\displaystyle 7+1=8} | {\displaystyle 15+1=16} | {\displaystyle 31+2=33}     | {\displaystyle 60+2^{2}=64} | {\displaystyle 121+2^{3}=129} |
| {\displaystyle n=3} | {\displaystyle 4}     | {\displaystyle 8}     | {\displaystyle 16+1=17} | {\displaystyle 33+1=34}     | {\displaystyle 64+2=66}     | {\displaystyle 129+2^{2}=133} |
| {\displaystyle n=4} | {\displaystyle 4}     | {\displaystyle 8}     | {\displaystyle 17}      | {\displaystyle 34+1=35}     | {\displaystyle 66+1=67}     | {\displaystyle 133+2=135}     |
| {\displaystyle n=5} | {\displaystyle 4}     | {\displaystyle 8}     | {\displaystyle 17}      | {\displaystyle 35}          | {\displaystyle 67+1=68}     | {\displaystyle 135+1=136}     |
| {\displaystyle n=6} | {\displaystyle 4}     | {\displaystyle 8}     | {\displaystyle 17}      | {\displaystyle 35}          | {\displaystyle 68}          | {\displaystyle 136+1=137}     |

Получили новую сверхвозрастающую последовательность {\displaystyle \{s_{n}^{'}\}_{1}^{N}=\{4,8,17,35,68,137\}}.

## Использование сверхвозрастающей последовательности в криптографии

### Сверхвозрастающие рюкзаки
Криптосистема Меркла-Хеллмана основана на «задаче о рюкзаке» — алгоритме шифрования с открытым ключом — описанном ниже. Задача выглядит следующим образом: задана последовательность {\displaystyle \{a_{n}\}_{1}^{N}} неповторяющихся положительных целых чисел. Пусть число {\displaystyle k} также принадлежит множеству натуральных чисел. Если такое возможно, необходимо найти набор псевдослучайной двоичной последовательности {\displaystyle \{b_{n}\}_{1}^{N}}, чтобы выполнялось условие: {\displaystyle k=b_{1}a_{1}+b_{2}a_{2}+...+b_{n}a_{n}}.
Пусть {\displaystyle \{a_{n}\}_{1}^{N}} — сверхвозрастающая последовательность. В таком случае мы сталкиваемся с «лёгкой» проблемой рюкзака, которую не составляет труда решить. Для этого {\displaystyle k} сравнивается с элементом {\displaystyle a_{n}}. Если {\displaystyle k\geq a_{n}}, то {\displaystyle b_{n}=1}, значение {\displaystyle k} уменьшается на {\displaystyle a_{n}} и происходит переход к члену последовательности {\displaystyle a_{n-1}}. Действие повторяется, пока процесс не закончится. Если в итоге {\displaystyle k=0}, то решение задачи найдено в виде последовательности {\displaystyle \{b_{n}\}_{1}^{N}}, в противном случае — его не существует.
Если последовательность {\displaystyle \{a_{n}\}_{1}^{N}} не сверхвозрастающая (или нормальная), то рюкзаки представляют собой «трудную» проблему, решить которую можно только перебором всех возможных вариантов.
Закрытый ключ в алгоритме Меркла-Хеллмана — это последовательность весов проблемы сверхвозрастающего рюкзака, в свою очередь открытый ключ — это последовательность весов проблемы нормального рюкзака с тем же решением. Существует способ преобразования проблемы сверхвозрастающего рюкзака в проблему нормального рюкзака посредством модульной арифметики. Для того, чтобы получить нормальную последовательность рюкзака, будем использовать сверхвозрастающую последовательность рюкзака. Для примера возьмём последовательность чисел: {\displaystyle \{2,3,7,13,27,61\}}, и умножим по модулю {\displaystyle m} каждый элемент этой последовательности на число {\displaystyle n}. На {\displaystyle m} накладывается условие: значение модуля должно быть больше суммы всех элементов последовательности, например, {\displaystyle m=115}. А множитель {\displaystyle n} должен быть взаимно простым числом с модулем, например, {\displaystyle n=31}. В таком случае нормальной последовательностью рюкзака будет:
{\displaystyle 2\cdot 31mod115=62;}
{\displaystyle 3\cdot 31mod115=93;}
{\displaystyle 7\cdot 31mod115=102;}
{\displaystyle 13\cdot 31mod115=58;}
{\displaystyle 27\cdot 31mod115=32;}
{\displaystyle 61\cdot 31mod115=51.}
Получаем нормальную последовательность чисел: {\displaystyle \{62,93,102,58,32,51\}}. Сверхвозрастающая последовательность рюкзака является закрытым ключом, а нормальная последовательность рюкзака — открытым.

### Схема многостороннего разделение секрета
Схема многостороннего разделения секрета с использованием сверхвозрастающей последовательности была предложена в 2017 году. Уникальность схемы состоит в том, что она не только является многосторонней, но и реализует структуру последовательного доступа по уровням. В алгоритме используется схема Шамира, а точнее генерация долей секрета, за которой следует фаза восстановления секрета.
Приведём алгоритм реализации схемы многостороннего разделения секрета.

#### Генерация долей секрета[8]
Шаг 1.1. Выбирается секрет {\displaystyle s\in \mathbb {Z} _{p}-\{0\}}, где {\displaystyle p} — некоторое простое число, которое известное всем сторонам и задаёт конечное поле размера {\displaystyle p}. Пусть {\displaystyle p=2^{l-1}}, где {\displaystyle l} — количество участников, между которыми нужно разделить секрет {\displaystyle s}.
Шаг 1.2. Преобразуем секрет {\displaystyle s} в {\displaystyle (l-1)}-битную псевдослучайную двоичную систему счисления и сформируем последовательность {\displaystyle st=\{s_{l-1},s_{l-2},s_{l-3},...,s_{3},s_{2},s_{1}\}}.
Шаг 1.3. Составим двоичную последовательность длиной {\displaystyle l-1} из случайно подобранных элементов: {\displaystyle \{e_{l-1},e_{l-2},e_{l-3},...,e_{3},e_{2},e_{1}\}}.
Шаг 1.4. Используем операцию исключающее «ИЛИ» между элементами последовательностей из Шага 1.2 и Шага 1.3. В результате получаем новую последовательность: {\displaystyle st^{'}=\{s_{l-1}\oplus e_{l-1},s_{l-2}\oplus e_{l-2},s_{l-3}\oplus e_{l-3},...,s_{3}\oplus e_{3},s_{2}\oplus e_{2},s_{1}\oplus e_{1}\}=\{s_{l-1}^{'},s_{l-2}^{'},s_{l-3}^{'},...,s_{3}^{'},s_{2}^{'},s_{1}^{'}\}}.
Шаг 1.5. Построим сверхвозрастающую последовательность случайных чисел длиной {\displaystyle l-1}: {\displaystyle w=\{w_{l-1},w_{l-2},w_{l-3},...,w_{3},w_{2},w_{1}\}}.
Шаг 1.6. Вычисляем сумму {\displaystyle u=bagsum(st^{'},w)}, которая будет известна всем участникам. Псевдокод функции:
```
   
Function
 bugsum(a, b);
   
Input:
 

  

    

      

        

          
a

          
=

          
{

          

            
a

            

              
1

            

          

          
,

          
.

          
.

          
.

          
,

          

            
a

            

              
r

            

          

        

      

      
}

    

    
{\displaystyle a=\{a_{1},...,a_{r}}\}

  

 и 

  

    

      

        
b

        
=

        
{

        

          
b

          

            
1

          

        

        
,

        
.

        
.

        
.

        
,

        

          
b

          

            
r

          

        

        
}

      

    

    
{\displaystyle b=\{b_{1},...,b_{r}\}}

  

.
   
Output:
 sum.
   
sum

  

    

      

        
←

        
0

      

    

    
{\displaystyle \leftarrow 0}

  

;
   
for
 i 

  

    

      

        
∈

      

    

    
{\displaystyle \in }

  

 r 
do

        
sum
 

  

    

      

        
←

      

    

    
{\displaystyle \leftarrow }

  

 sum 

  

    

      

        
+

      

    

    
{\displaystyle +}

  

 

  

    

      

        

          
a

          

            
i

          

        

        
×

        

          
b

          

            
i

          

        

      

    

    
{\displaystyle a_{i}\times b_{i}}

  

;
   
end

   return sum;
```

Шаг 1.7. Выбираем простое число {\displaystyle q}, которое будет объявлено всем участникам, и такое, что: {\displaystyle w_{1}+w_{2}+w_{3}+...+w_{l-1}<q} и {\displaystyle \max(n_{i})} для {\displaystyle 1\leq i\leq l}, где {\displaystyle i-}число уровней, а {\displaystyle n_{i}-}общее количество участников на уровне {\displaystyle i}.
Шаг 1.8. Распределяем {\displaystyle w_{i}} среди всех участников уровня {\displaystyle i} с помощью {\displaystyle (t_{i},n_{i})}, где {\displaystyle t_{i}<n_{i}}определяет степень многочлена {\displaystyle F(x)} схемы Шамира на уровне {\displaystyle i}. Далее необходимо перевести в десятичную систему элементы последовательности Шага 1.3 и также распределить их по уровню {\displaystyle l} с помощью {\displaystyle (t_{l},n_{l})}.

#### Фаза восстановления секрета[8]
Шаг 2.1. Как минимум, {\displaystyle t_{i}} участников восстанавливают секрет на уровне {\displaystyle i} и получают долю {\displaystyle w_{i}} для {\displaystyle 1\leq i\leq l-1}.
Шаг 2.2. На первом уровне проверяется, действительно ли выполняется {\displaystyle u\geq w_{1}} для суммы, полученной на Шаге 1.6. Если неравенство верно, первый уровень выводит {\displaystyle 1} и отправляет на второй уровень новое значение суммы: {\displaystyle u_{1,2}^{'}=u-w_{1}}. В противном случае он выводит {\displaystyle 0} и отправляет на следующий уровень {\displaystyle u_{1,2}^{'}=u} и добавляет свой выходной бит {\displaystyle 0} в пустую последовательность {\displaystyle st^{''}}. Необходимо пройти все уровни, постепенно заполняя последовательность {\displaystyle st^{''}}.
Шаг 2.3. На уровне {\displaystyle l} выполняется восстановление секрета и заполнение последовательности {\displaystyle \{e_{l-1}^{'},e_{l-2}^{'},e_{l-3}^{'},...,e_{3}^{'},e_{2}^{'},e_{1}^{'}\}}. Повторяем вычисления, которые проводились на Шаге 1.4 с операцией исключающее «ИЛИ»: {\displaystyle st=\{e_{l-1}^{'}\oplus s_{l-1}^{'},e_{l-2}^{'}\oplus s_{l-2}^{'},e_{l-3}^{'}\oplus s_{l-3}^{'},...,e_{3}^{'}\oplus s_{3}^{'},e_{2}^{'}\oplus s_{2}^{'},e_{1}^{'}\oplus s_{1}^{'}\}}.
Шаг 2.4. Наконец, получили секретную двоичную последовательность, которую можно преобразовать в десятичную, чтобы получить секрет {\displaystyle s}.